# Louis Legrand (homme politique)
Pour les articles homonymes, voir Louis Legrand et Legrand.
Louis Legrand est un homme politique français né le 29 avril 1838 à Versailles (Seine-et-Oise) et décédé le 17 février 1926 à Versailles.
Avocat, puis avoué à Versailles, il est président de la conférence départementale des avoués en 1886. Il est conseiller d'arrondissement de 1882 à 1897. Il est sénateur de Seine-et-Oise de 1900 à 1909, siégeant au centre-gauche. Il est souvent nommé rapporteur sur les questions juridiques.

## Sources
- « Louis Legrand (homme politique) », dans le Dictionnaire des parlementaires français (1889-1940), sous la direction de Jean Jolly, PUF, 1960 [détail de l’édition]